# Diplodocidae
De Diplodocidae vormen een onderverdeling van de Diplodocoidea, een groep uit de Sauropoda, plantenetende dinosauriërs. 
De familie Diplodocidae werd benoemd door Othniel Charles Marsh om Diplodocus een plaats te geven. De klade is voor het eerst in 1998 gedefinieerd door Paul Sereno als de groep omvattende Diplodocus longus en alle soorten nauwer verwant aan Diplodocus dan aan Dicraeosaurus hansemanni. De groep bereikte een grote bloei in het late Jura met vormen als Apatosaurus, maar nam kennelijk sterk in betekenis af tijdens het Krijt uit welk tijdvak geen ondubbelzinnige vondsten meer bekend zijn. De nek van deze vormen is naar beneden gericht doordat de schouders lager staan dan het bekken, wat verschillend geïnterpreteerd wordt: als aanpassing voor het eten van lage begroeiing of als stabilisering bij het oprichten van het hele lichaam om hoge takken te bereiken. Sommige soorten uit deze groep werden gigantisch groot zoals Seismosaurus; ook het grootste landdier waarvan ooit overblijfselen zijn gevonden, Amphicoelias, behoorde vermoedelijk tot deze groep.
De Diplodocidae zijn wellicht een zustergroep van de Dicraeosauridae binnen de Flagellicaudata.
Een mogelijk kladogram is het volgende: 
|  | Suuwassea                                                   |
|  |                                                             |
|  | \| \| Supersaurus \| \| \| \| \| \| Apatosaurus \| \| \| \| |
|  |                                                             |
|  | Supersaurus                                                 |
|  |                                                             |
|  | Apatosaurus                                                 |
|  |                                                             |

|  | Supersaurus |
|  |             |
|  | Apatosaurus |
|  |             |

|  | Barosaurus |
|  |            |
|  | Diplodocus |
|  |            |

|  | Suuwassea                                                   |
|  |                                                             |
|  | \| \| Supersaurus \| \| \| \| \| \| Apatosaurus \| \| \| \| |
|  |                                                             |
|  | Supersaurus                                                 |
|  |                                                             |
|  | Apatosaurus                                                 |
|  |                                                             |

|  | Supersaurus |
|  |             |
|  | Apatosaurus |
|  |             |

|  | Barosaurus |
|  |            |
|  | Diplodocus |
|  |            |

|  | Suuwassea                                                   |
|  |                                                             |
|  | \| \| Supersaurus \| \| \| \| \| \| Apatosaurus \| \| \| \| |
|  |                                                             |
|  | Supersaurus                                                 |
|  |                                                             |
|  | Apatosaurus                                                 |
|  |                                                             |

|  | Supersaurus |
|  |             |
|  | Apatosaurus |
|  |             |

|  | Barosaurus |
|  |            |
|  | Diplodocus |
|  |            |

|  | Suuwassea                                                   |
|  |                                                             |
|  | \| \| Supersaurus \| \| \| \| \| \| Apatosaurus \| \| \| \| |
|  |                                                             |
|  | Supersaurus                                                 |
|  |                                                             |
|  | Apatosaurus                                                 |
|  |                                                             |

|  | Supersaurus |
|  |             |
|  | Apatosaurus |
|  |             |

|  | Barosaurus |
|  |            |
|  | Diplodocus |
|  |            |

Tot de Diplodocidae worden gerekend:
- Diplodocidae
  - Amphicoelias
  - Australodocus
  - Cetiosauriscus
  - Dinheirosaurus
  - Apatosaurinae
    - Apatosaurus
    - Supersaurus
    - Suuwassea

  - Diplodocinae
    - Barosaurus
    - Diplodocus